# Muhammad Abdallah Kounta
Muhammad Abdallah Kounta, né le 27 octobre 1994 dans le 10e arrondissement de Paris, est un athlète français spécialiste du 400 mètres.

## Biographie
En 2018, il atteint les demi-finales du 400 mètres haies des championnats d'Europe de Berlin.
Il participe en 2021 au relais 4 × 400 m des Jeux olympiques de 2020, s'inclinant dès les séries.
Il se classe deuxième des Championnats de France 2021 et  deuxième des Championnats de France en salle 2023.
En mars 2023, il remporte la médaille d'argent du 4 × 400 m lors des championnats d'Europe en salle d'Istanbul en compagnie de Gilles Biron, Téo Andant et Victor Coroller.

## Polémiques
A plusieurs reprises et jusqu'en août 2024, le coureur poste et relaie des propos incitant à la haine contre la France, les blancs et les juifs sur les réseaux sociaux à travers une vision d'islam radical. Un signalement est fait au procureur de la République,. Il est suspendu par le président de la fédération française d’athlétisme le 14 août,.

## Palmarès

### International
| Date | Compétition                    | Lieu     | Résultat | Épreuve   | Temps        |
| ---- | ------------------------------ | -------- | -------- | --------- | ------------ |
| 2023 | Championnats d'Europe en salle | Istanbul | 2e       | 4 × 400 m | 3 min 6 s 52 |
| 2024 | Jeux olympiques                | Paris    | 9e       | 4 × 400 m | 3 min 7 s 30 |

### National
| Date | Compétition                     | Lieu    | Résultat | Épreuve    | Temps   |
| ---- | ------------------------------- | ------- | -------- | ---------- | ------- |
| 2018 | Championnats de France en salle | Liévin  | 3e       | 400 mètres | 47 s 55 |
| 2021 | Championnats de France          | Angers  | 2e       | 400 mètres | 46 s 05 |
| 2023 | Championnats de France en salle | Aubière | 2e       | 400 mètres | 46 s 28 |
| 2024 | Championnats de France          | Angers  | 1er      | 400 mètres | 45 s 19 |

## Records
| Épreuve    | Épreuve   | Temps   | Lieu              | Date            |
| ---------- | --------- | ------- | ----------------- | --------------- |
| 400 mètres | Plein air | 45 s 17 | La Chaux-de-Fonds | 14 juillet 2024 |
| 400 mètres | Salle     | 46 s 28 | Aubière           | 19 février 2023 |